# Ablepharus deserti
Ablepharus deserti es una especie de lagarto escincomorfo de la familia Scincidae.

## Distribución geográfica y hábitat
Se encuentra en el sur de Kazajistán, Kirguistán, norte de Tayikistán, Uzbekistán y este de Turkmenistán. Vive en desiertos a los lados oriental y occidental de la cordillera, entre los 1200 y 1500 metros sobre el nivel del mar, pero es posible encontrarlos incluso a los 2000 m s. n. m..

## Ecología
Se sabe que viven sobre los 2000 metros sobre el nivel del mar, en laderas expuestas con estepa xerófila caracterizadas por la presencia de plantas de los géneros Ferula, Rosa, Cotoneaster y Spirea. Es una especie diurna y ovípara, con una puesta de entre 1 y 11 huevos.

## Sistemática
Fue descrita en 1868 por Alexander Strauch. La localidad tipo es «auf den Sandhügeln des Ustjurt [...] bei Akmetschet» (Uzbekistán). No se conocen subespecies.

## Conservación
Es catalogada por la Unión Internacional para la Conservación de la Naturaleza como una especie bajo preocupación menor por su amplia distribución a través de las tierras secas de Asia central. No existen amenazas específicas conocidas ni está sometida a importantes disminuciones de la población.